# Partia Wolnej Ziemi

Salmon Chase, przewodniczący Partii Wolnej Ziemi

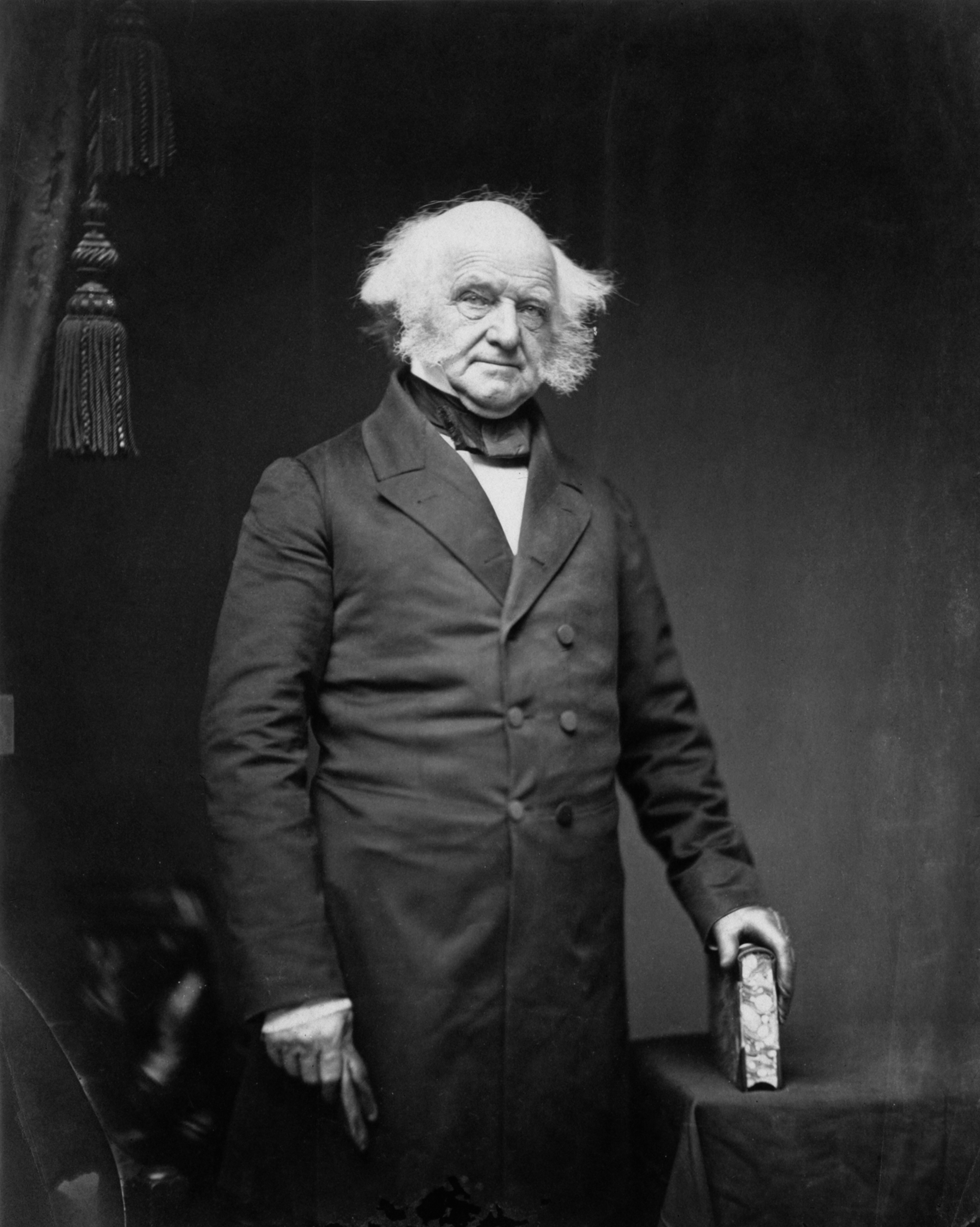
Martin Van Buren, kandydat na prezydenta w 1848 roku

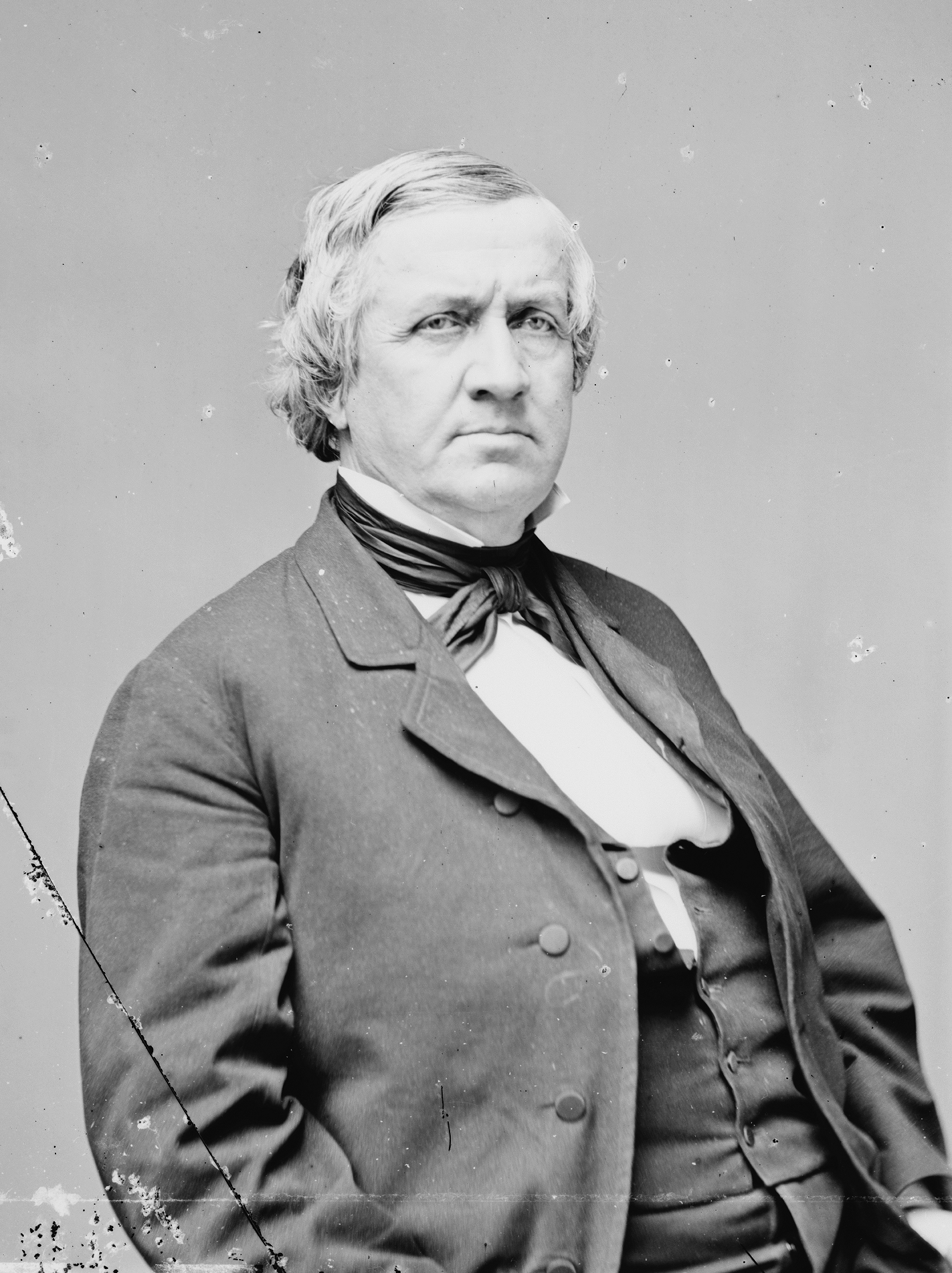
John Hale, kandydat na prezydenta w 1852 roku

Partia Wolnej Ziemi, freesoilerzy (ang. Free Soil Party) – partia polityczna, działająca na terenie Stanów Zjednoczonych w latach 1848–1854.

## Historia
Ruch Wolnej Ziemi ukształtował się w Stanach Zjednoczonych w latach 40. XIX wieku. Wywodził się z abolicjonistycznych frakcji dwóch głównych partii (Partii Demokratycznej i Partii Wigów). Ich drugim postulatem była kwestia niewolnictwa na terytoriach nowo zasiedlanych na zachód od Missisipi oraz terenach anektowanych. Politycy z Północy sprzeciwiali się wprowadzaniu niewolnictwa w nowych stanach, natomiast Południowcy żądali jego rozprzestrzenienia. Niektórzy z kongresmanów chcieli także zachowania równowagi pomiędzy stanami niewolniczymi i abolicjonistycznymi. Gdy prezydent John Tyler chciał dokonać aneksji Teksasu, frakcje Free Soil zebrały się na konwencji w Bostonie w styczniu 1845 roku. Dziesięć miesięcy później odbyło się kolejne spotkanie, na którym Charles Sumner zaproponował utworzenie partii. Równocześnie doszło do rozłamu wśród wigów (z których wystąpili John G. Palfrey i Joshua Reed Giddings) i demokratów (z których wystąpił William Proviso). W 1846 roku kongresman David Wilmot zaproponował klauzulę zakazującą niewolnictwa w terenach południowo-zachodnich, dołączonych w wyniku wojny z Meksykiem. Pomiędzy kongresmanami zawiązał się sojusz, który 22 czerwca 1848 roku, na konwencji w Utice, wysunął kandydaturę Martina Van Burena w wyborach prezydenckich. Miesiąc wcześniej odbyła się w Columbus także konwencja Partii Wolności, gdzie przewodniczący Salmon Chase postanowił o dołączeniu do freesoilerów. Partia Wolnej Ziemi została oficjalnie powołana 9 sierpnia 1848 podczas konwencji założycielskiej w Buffalo, a jej liderem został Chase.

## Działalność
Na konwencji potwierdzono nominację Van Burena, a także ogłoszono program, który zawierał się w haśle: „wolna ziemia, wolność mowy, wolna praca i wolni ludzie”. Działacze postulowali zniesienie niewolnictwa, możliwość uzyskania darmowej ziemi na nowych terytoriach, miejsca pracy dla wszystkich, przydział ziem z zachodnich dla białych osadników i prawa wyborcze dla robotników. W wyborach prezydenckich Van Buren i startujący z nim Charles Francis Adams uzyskali około 290 tysięcy głosów powszechnych (10%) otrzymując poparcie głównie z Massachusetts, Vermontu i Nowego Jorku. Ich elektorat opierał się na poparciu wigów i wolnych demokratów, jednak od czasu opracowania kompromisu z 1850 roku poparcie dla freesoilerów zaczęło maleć. W wyborach prezydenckich w 1852 roku poparcie dla kandydata Partii Wolnej Ziemi, Johna Hale’a spadło do około 5%, jednakże partia nadal posiadała reprezentację w Kongresie, utrzymującą równowagę sił. Ponadto ugrupowanie zdobywało mandaty w kilku legislaturach stanowych. Z powodu braku charyzmatycznego przywódcy i zorganizowanych, ogólnokrajowych struktur partyjnych, w 1854 roku działacze zdecydowali się o dołączeniu do Partii Republikańskiej.
| Wybory prezydenckie | Kandydat         | Głosy powszechne | Głosy elektorskie |
| ------------------- | ---------------- | ---------------- | ----------------- |
| 1848                | Martin Van Buren | 291 501          | 0                 |
| 1852                | John Hale        | 155 210          | 0                 |

| Wybory do Izby Reprezentantów | Liczba mandatów |
| ----------------------------- | --------------- |
| 1848                          | 9               |
| 1850                          | 4               |
| 1852                          | 4               |

| Wybory do Senatu | Liczba mandatów |
| ---------------- | --------------- |
| 1848             | 2               |
| 1850             | 3               |
| 1852             | 2               |